# Jan Teis
ThDr. Jan Teis (* 23. srpna 1885 Meden – † po 18. srpnu 1951) byl český katolický kněz, osobní děkan v Novosedlicích a čestný kanovník litoměřické kapituly.

## Život
Ke kněžství studoval v Římě, kde dosáhl doktorátu z teologie. Na kněze pro litoměřickou diecézi byl vysvěcen 18. prosince 1909. Od 1. září 1923 začal pastoračně, nejprve jako kaplan, působit ve farnosti v Novosedlicích. Stal se postupně farářem a posléze byl jmenován osobním děkanem. Během své služby v Novosedlicích získal právo nosit (latinsky) expositorium canonicale a stal se sekretářem okrskového vikáře. Za své pastorační kvality byl jmenován čestným kanovníkem katedrální kapituly v Litoměřicích. Po II. světové válce vytrval ve službě v Novosedlicích opět jako kaplan, později jako administrátor farnosti až do 30. září 1950, kdy formálně ukončil svou službu. Dne 18. srpna 1951 odešel z Novosedlic do výslužby do Bavorska, aby zde dožil. Údaj o tom, kdy a kde zemřel není dostupný.